# Almanack Piauhyense
Almanack Piauhyense (ou Almanach Piauhyense) foi um almanaque brasileiro publicado no estado do Piauí.

## História
O Almanack Piauhyense foi editado em 3 fases cronologicamente distintas, sendo que, a primeira fase deu-se no período de 1879 a 1883 com fundação, redação e propriedade de Miguel de Sousa Borges Leal Castelo Branco II, patrono da cadeira 22 da Academia Piauiense de Letras. A segunda fase foi editada de 1903 a 1905 como empreendimento de Abdias da Costa Neves, João Pinheiro e Miguel de Paiva Rosa, e a terceira fase do almanaque acontece em 1937 (4° ano) e 1938 (5°ano), editado pela Gráfica Excélsior, de Teresina, sob a direção de seu proprietário, o jornalista Antônio Lemos (Semana), tendo vários colaboradores do rol das letras, jornalismo, historiadores, juristas, políticos e de muitos setores da então realidade piauiense. Atualmente os exemplares existentes são apreciados como de importante fonte para pesquisadores. Outro almanaque destacado no Piauí é o Almanaque do Cariri.